# Ségreville
Ségreville (okzitanisch: Segrevila) ist eine französische Gemeinde mit 336 Einwohnern (Stand: 1. Januar 2022) im Département Haute-Garonne in der Region Okzitanien (vor 2016 Midi-Pyrénées). Sie gehört zum Arrondissement Toulouse und zum Kanton Revel. Die Einwohner werden Ségrevillois genannt.

## Lage
Ségreville liegt in der Kulturlandschaft des Lauragais, 28 Kilometer südöstlich von Toulouse. Umgeben wird Ségreville von den Nachbargemeinden Caraman im Norden und Osten, Beauville im Südosten, Toutens im Süden sowie Caragoudes im Westen.

## Bevölkerungsentwicklung
| Jahr                      | 1962 | 1968 | 1975 | 1982 | 1990 | 1999 | 2006 | 2013 | 2020 |
| Einwohner                 | 118  | 96   | 89   | 87   | 101  | 143  | 172  | 247  | 331  |
| Quelle: Cassini und INSEE |      |      |      |      |      |      |      |      |      |

## Sehenswürdigkeiten
- Schloss, erbaut im 17. Jahrhundert
- Kirche Notre-Dame, erbaut Ende des 19. Jahrhunderts

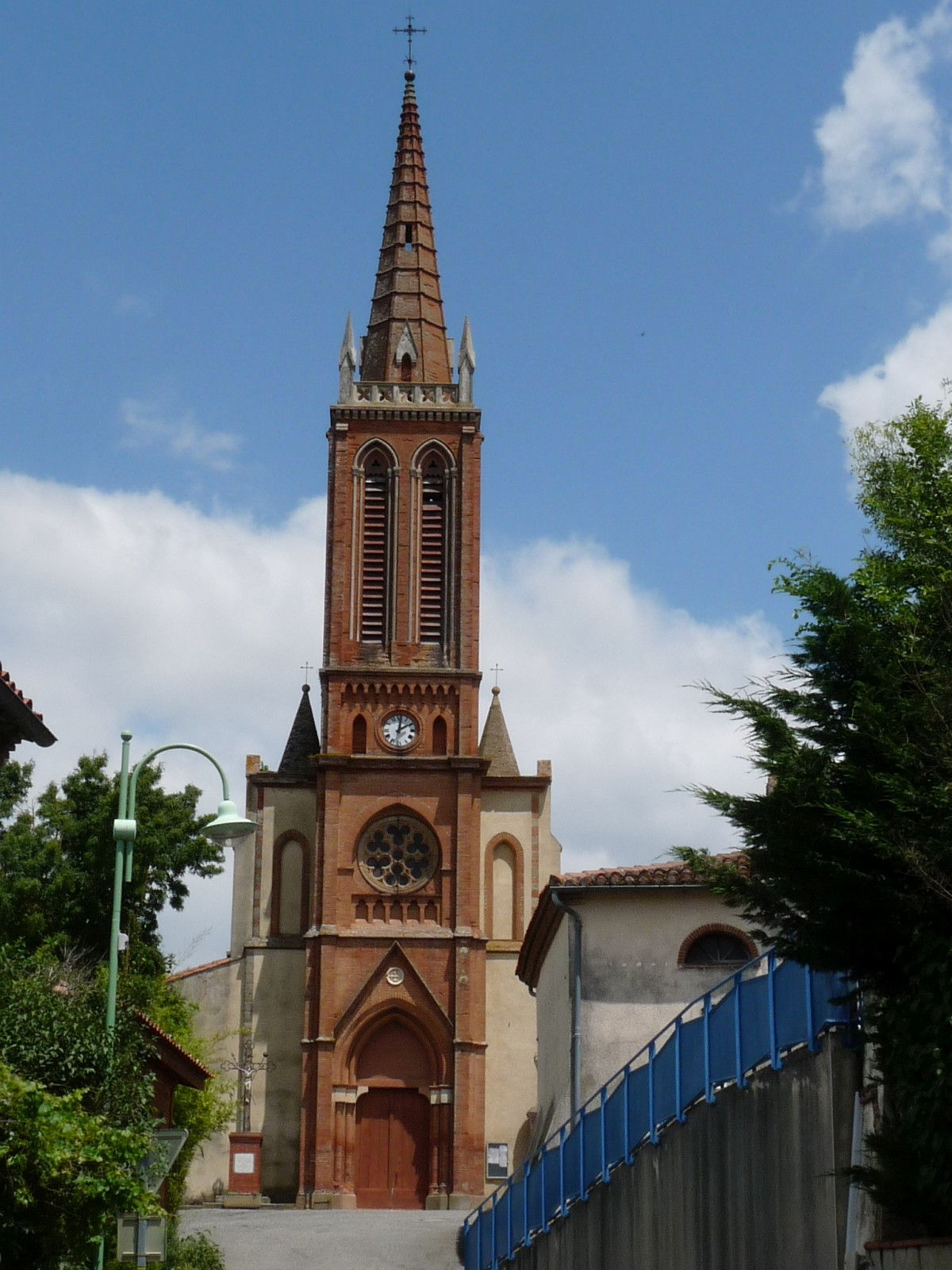
Kirche Notre-Dame
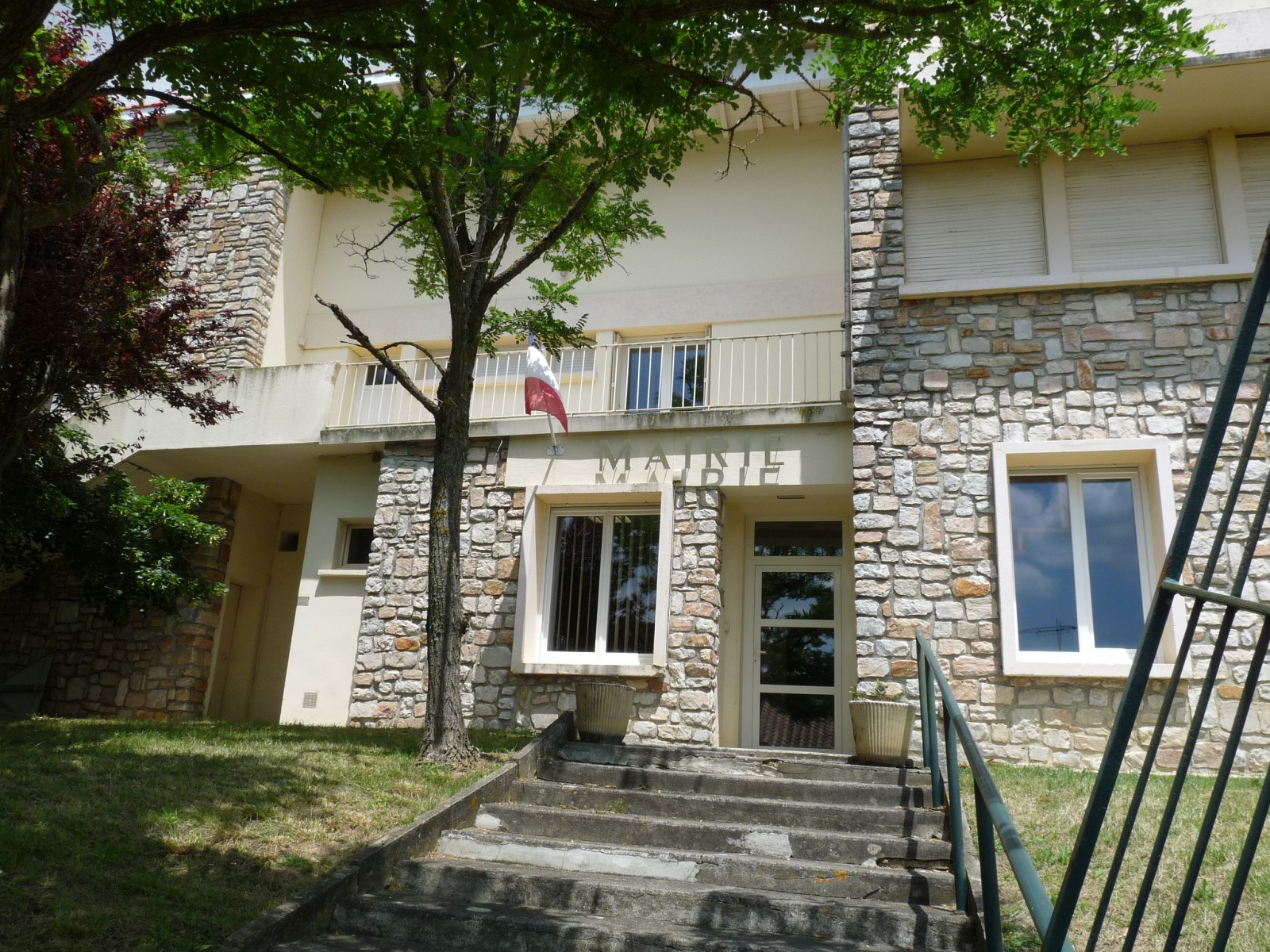
Rathaus (mairie)
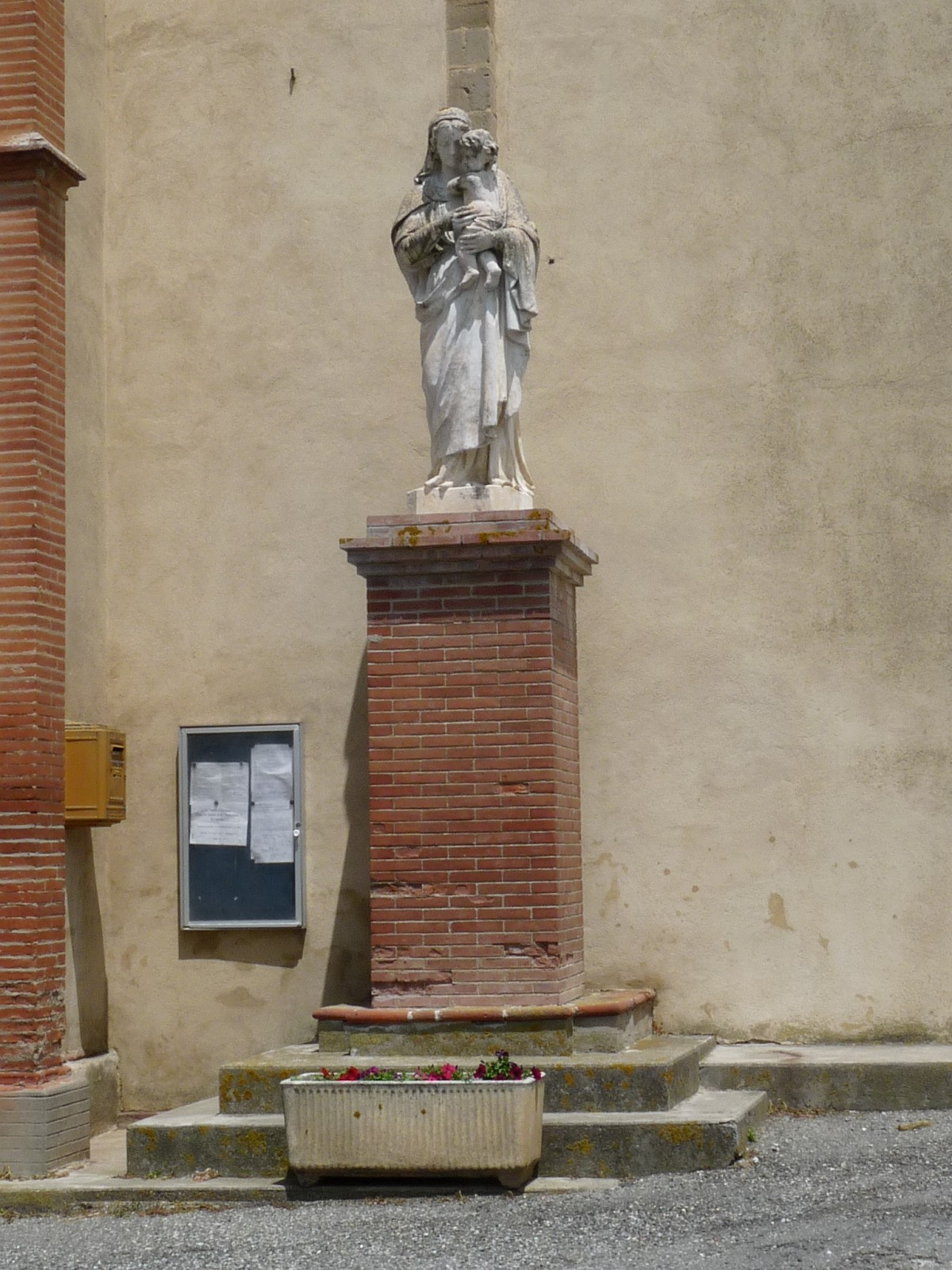
Marienstatue
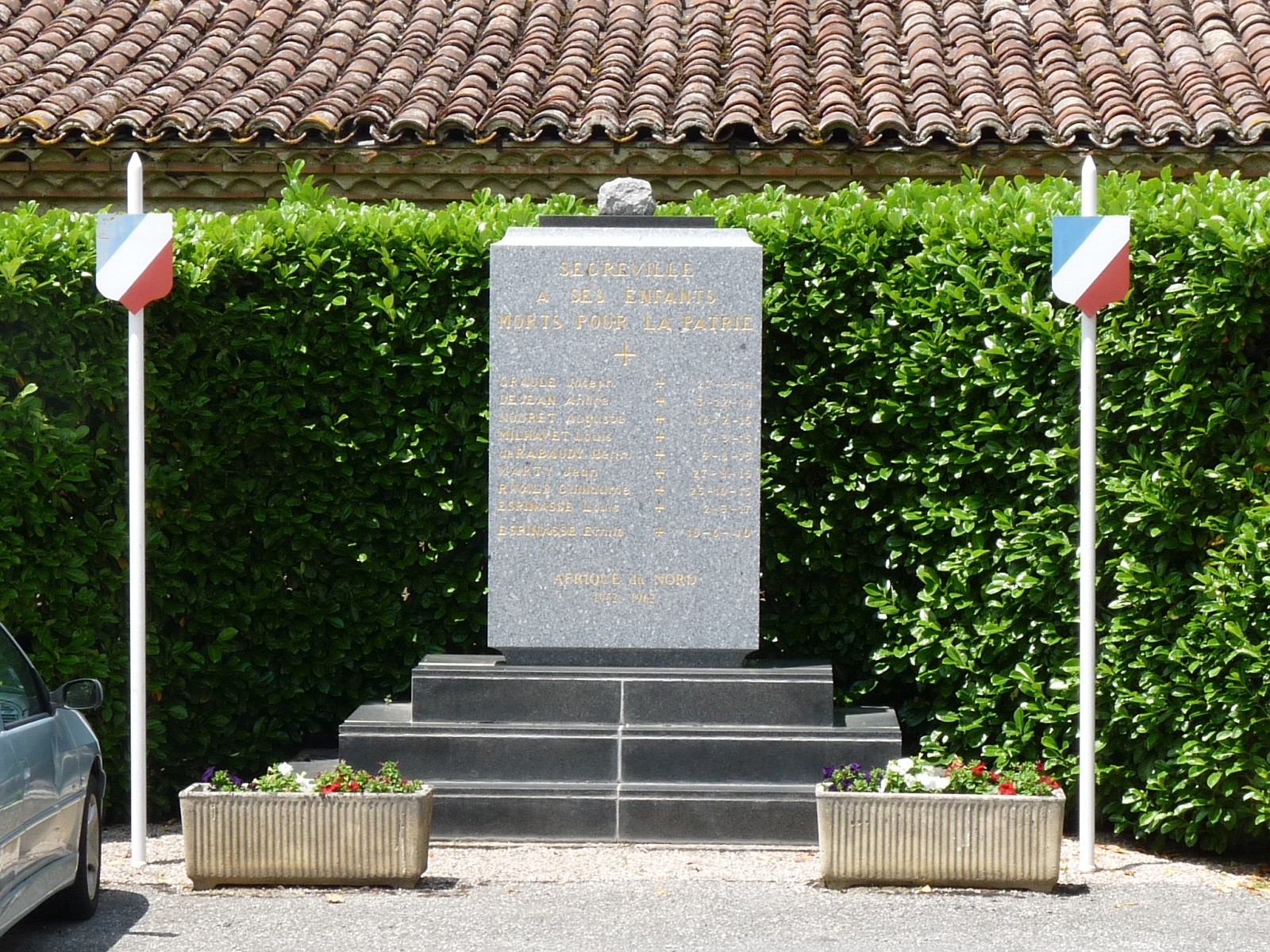